# Эблянзи
Эблянзи (устар. Эблянзи-Ю) — река в России, течёт по территории  Удорского района Республики Коми. Левый приток реки Вашка.
Длина реки составляет 8 км.
Течёт по лесной болотистой местности. Генеральным направлением течения является север. Впадает в Вашку у южной окраины деревни Ыб (городское поселение «Благоево»).
Притоки (км от устья):
- 6 км: ручей Сыпьев (лв)[7][3];
- 8 км: ручей Шервож (пр)[7][3].

## Данные водного реестра
По данным государственного водного реестра России относится к Двинско-Печорскому бассейновому округу, водохозяйственный участок реки — Мезень от истока до водомерного поста у деревни Малонисогорская. Речной бассейн реки — Мезень.
Код объекта в государственном водном реестре — 03030000112103000047375.